# Sant'Apollinare
Sant'Apollinare és un comune (municipi) de la província de Frosinone, a la regió italiana del Laci, situat a uns 120 km al sud-est de Roma i a uns 50 km al sud-est de Frosinone.
Sant'Apollinare limita amb els municipis de Cassino, Pignataro Interamna, Rocca d'Evandro, San Giorgio a Liri, Sant'Ambrogio sul Garigliano, Sant'Andrea del Garigliano i Vallemaio.
A 1 de gener de 2019 tenia 1.882 habitants.